# Історія Армянська
Історія міста Армянськ починається з 1736 року, коли воно було засновано під іменем Ермєні Базар (з кримськотатарської «Вірменський Базар»).

## До заснування міста
Поблизу Армянська виявлено крем'яні знаряддя праці доби неоліту. На околицях селища і берегах солоних озер до наших днів збереглася велика кількість курганів з похованням доби бронзи і скіфо-сарматських часів. Виявлено також залишки античного і середньовічного поселень. Неподалік Армянська, через весь Перекопський перешийок від Каркінітської затоки до Сиваша, проходять рів та вал довжиною 8 км, завширшки 40—45 метрів, висотою близько 20 метрів, споруджені, ймовірно, у далекі скіфські часи. Існує думка, що в давнину рів був каналом, який з'єднував Чорне й Азовське моря.
У XVII столітті на місці сучасного Армянська існував перевалочний торговий пункт на так званому Чумацькому шляху, де чумаки міняли різні товари на сіль.

## XVIII століття
У 1730-х роках сюди переселилася значна частина жителів містечка Ор-Капи, переважно вірмени і греки. 1736 року це поселення назвали Ермєні Базар (Вірменський Базар) або Єні Базар (Новий Базар).
З часом воно стало значним центром збуту овечих шкур і шерсті, перепродажу солі, яку видобували в навколишніх озерах.
У травні 1736 р. російські війська взяли штурмом Перекопський вал і зруйнували фортецю. У 1754 р. хан Крим Ґерай відбудував її.
У 1778 році з міста російською армією були депортовані вірмени та греки.
У 1783 році разом з усім Кримським Ханством анексоване російською імперією. Входило до складу Таврійської області, Таврійської губернії, Новоросійської губернії російської імперії.

## XIX століття
В XIX століття Ермені-Базар був пунктом заготівлі зерна для кримських портів.
Кримський вірменський історик Мінас Бжишкян у 1820-х рр. бачив у Ермєні Базарі значне число кримських татар і караїмів. Кенаса в Ермені-Базарі існувала з 1817 р. Цей факт пізніше наводив місцевий газзан Авраам Соломонович Бейм. За його словами, напис про час заснування кенаси був встановлений над входом у її приміщення. Це була старовинна кам'яна будівля. Більш точна цифра щодо караїмського населення датована січнем 1857 р. Тоді в Ермєні Базарі мешкало 307 караїмів, та це число, вочевидь, сталим не було. Вже за чотири роки Таврійське й Одеське караїмське духовне правління повідомило таврійському губернаторові, що прихожанами міської кенаси є 164 караїми, а караїмів з інших міст там перебуває 226. У 1880-х рр. згадується, що в місті є караїмське училище.
У другій половині ХІХ ст. в місті розвивалося дрібне виробництво: працювали 8 миловарних і свічкових майстерень, маслоробня, салотопний, вапняний та 2 цегельні заводи. Ремісники займалися вичинкою овечих шкір, виготовляли упряж, взуття та одяг.
Будівництво Лозово-Севастопольської залізниці, що пролягала через Ермені-Базар, сприяло перетворення містечка на значний торговельний осередок, звідки вивозили зерно, сіль та інші товари.
Наприкінці століття назва міста скоротилася до Ермєні.

## XX століття
Станом на 1913 р. у місті мешкало 6 700 осіб. Діяло 26 дрібних підприємств і кустарних майстерень, близько 40 трактирів, 18 харчевень, чайних, закусочних.
У 1921 році місто Ермені отримало на зросійщену назву Армянськ.
У складі Кримської Автономної Радянської Соціалістичної Республіки, у 1921–25 — райцентр, з 1925 року у складі Джанкойського району, з 1930 року — центр Ішунського району, у 1935–47 — Красноперекопського району.
Зайнятий нацистськими військами в ході Другої світової війни 26 вересня 1941 року. Вже 27 вересня 1941 49-а кавалерійська дивізія вибила з Армянська німців, проте 30 вересня 1941 року радянські частини відступили до Литовського півострова. Відвойований радянськими військами 11 квітня 1944 року.
1954 року у складі Кримської області був приєднаний до Української РСР.
Інтенсивному розвитку Армянська сприяло будівництво в 1964 р. Північно-Кримського каналу і початок будівництва в 1965 р. заводу двоокису титану.
З 1968 року Армянськ — селище міського типу
На початку 1970-х рр. у селищі діяли селищна бібліотека, 2 кінотеатри тощо.

## Незалежна Україна
З 1991 року — у складі незалежної України.
В 1991 році одержало статус міста, з 1993 року місто республіканського підпорядкування Автономної Республіки Крим (таким чином, Армянськ є наймолодшим містом Криму).
Наприкінці ХХ ст. тут працювали Кримське виробниче об"єднання «Титан», Сиваський анілінофарбовий завод, завод залізобетонних виробів, хлібокомбінат.
У березні 2014 року окупований Російською Федерацією.
У серпні 2018 стався викид шкідливої хімічної речовини на прилеглому заводі «Титан».
З вересня 2023 року у складі Перекопського району АРК.